# محمد سعد (لاعب كرة قدم بحريني)
محمد سعد (9 مارس 1992) لاعب كرة قدم بحرينيK يلعب حاليا لصالح نادي الدرجة الأولى الرفاع البحريني في مركز المهاجم من 2010.

## الإنجازات

### الرفاع
- الدوري البحريني الممتاز (2): 2012، 2014